# Saint John’s (Antigua und Barbuda)
Saint John’s, amtlich City of Saint John’s oder St. John’s City, ist die Hauptstadt des Inselstaates Antigua und Barbuda in der Karibik. Sie befindet sich im Nordwesten der Insel Antigua an einer Bucht und hat 22.219 Einwohner (Stand 2011).

## Geschichte
Diese bevölkerungsreichste Stadt des Inselstaates wurde 1632 von englischen Kolonisten aus St. Kitts und Nevis angelegt. Die Siedlung war seitdem das Verwaltungszentrum von Antigua und ihrer Nachbarinsel Barbuda. Ab 1663 trafen in Saint John’s auch Kolonisten aus England ein. Im 18. Jahrhundert war die Stadt das Hauptquartier für den auf den Antillen stationierten Teil der Königlichen Flotte. 1981 wurde Saint John’s die Hauptstadt des neu gebildeten unabhängigen Staates Antigua und Barbuda.
Seit dem 19. Jahrhundert hat die anglikanische Diözese North Eastern Caribbean and Aruba der Church in the Province of the West Indies, die alle Inseln zwischen Puerto Rico und Guadeloupe umfasst, ihren Sitz in der Stadt. Seit 1971 ist Saint John’s auch der Hauptsitz des römisch-katholischen Bistums Saint John’s-Basseterre.

## Stadtbild

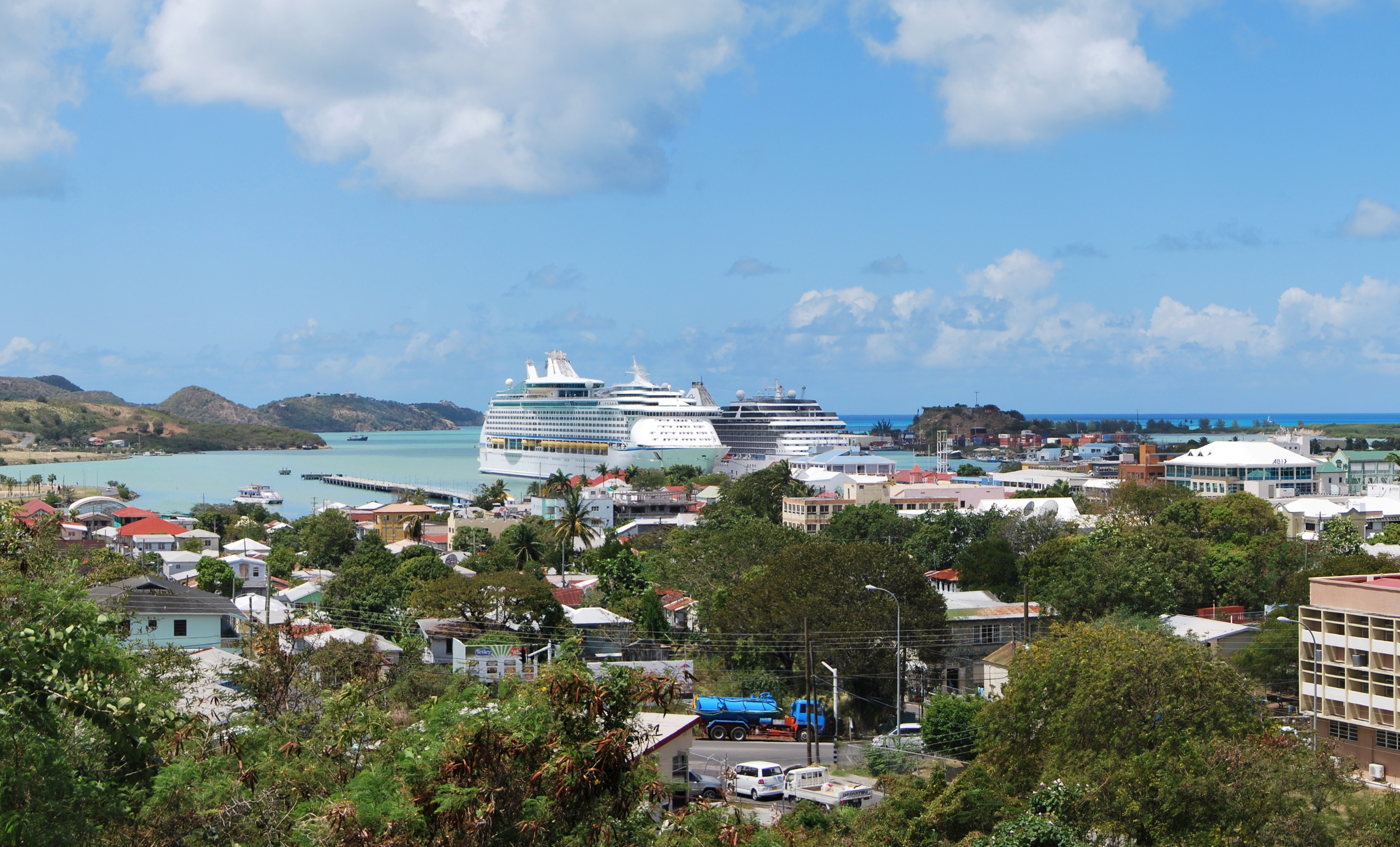
Downtown St. John’s

Die alte Kernstadt schloss sich östlich an den Hafen an und erstreckte sich im 18. Jahrhundert, planvoll im Rechteck, in den Grenzen der heutigen Dickenson Bay Street – Stapleton Lane/Independance Avenue – South Street. Von da ist St. John’s sternförmig ausgewachsen und nimmt heute mit den Vororten den ganzen Nordwesten der Insel ein. Besonders landeinwärts der Altstadt um den Victoria Park sind die alten Stadtgrenzen noch merkbar.
Beherrschend im Stadtbild liegt die anglikanische St. John’s Cathedral, Hauptkirche der Parish of St. John in der Stadt und Bischofskirche der anglikanischen Diözese.

## Wirtschaft
Der Ort ist das kommerzielle Zentrum des Staates sowie der Haupthafen der Insel Antigua. Die Stadt ist ein Exportzentrum für Zucker, Rum und Baumwolle sowie für die Herstellung von Kunsthandwerk, Faserprodukten, Töpferwaren und Textilien. Bedeutendes Unternehmen in der Stadt war unter anderem das Softwareunternehmen SlySoft. Der Tourismus hat wie für den gesamten Staat eine große wirtschaftliche Bedeutung.

## Klimatabelle
|                       | Jan  | Feb  | Mär  | Apr  | Mai  | Jun  | Jul  | Aug  | Sep  | Okt  | Nov  | Dez  |   |      |
| Mittl. Tagesmax. (°C) | 28,5 | 28,8 | 29,2 | 29,9 | 30,2 | 31,2 | 31,1 | 31,4 | 31,3 | 31,1 | 30,2 | 29,1 | ⌀ | 30,2 |
| Mittl. Tagesmin. (°C) | 21,4 | 21,5 | 21,7 | 22,7 | 23,7 | 24,5 | 24,3 | 24,4 | 24,1 | 23,8 | 22,9 | 22,1 | ⌀ | 23,1 |
|                       |      |      |      |      |      |      |      |      |      |      |      |      |   |      |
| Niederschlag (mm)     | 81   | 53   | 53   | 81   | 104  | 99   | 117  | 125  | 155  | 147  | 150  | 99   | Σ | 1264 |
|                       |      |      |      |      |      |      |      |      |      |      |      |      |   |      |
| Sonnenstunden (h/d)   | 6,9  | 7,4  | 7,5  | 7,7  | 7,2  | 7,2  | 7,2  | 7,6  | 6,8  | 6,7  | 6,5  | 6,8  | ⌀ | 7,1  |
|                       |      |      |      |      |      |      |      |      |      |      |      |      |   |      |
| Regentage (d)         | 15   | 12   | 11   | 10   | 11   | 12   | 15   | 15   | 15   | 16   | 14   | 16   | Σ | 162  |
|                       |      |      |      |      |      |      |      |      |      |      |      |      |   |      |
| Wassertemperatur (°C) | 26   | 25   | 26   | 26   | 27   | 27   | 28   | 28   | 28   | 28   | 27   | 27   | ⌀ | 26,9 |
|                       |      |      |      |      |      |      |      |      |      |      |      |      |   |      |
| Luftfeuchtigkeit (%)  | 77   | 72   | 70   | 73   | 73   | 76   | 77   | 77   | 79   | 81   | 84   | 80   | ⌀ | 76,6 |

| 21,4 |

| 21,5 |

| 21,7 |

| 22,7 |

| 23,7 |

| 24,5 |

| 24,3 |

| 24,4 |

| 24,1 |

| 23,8 |

| 22,9 |

| 22,1 |

| 21,4 |

| 21,5 |

| 21,7 |

| 22,7 |

| 23,7 |

| 24,5 |

| 24,3 |

| 24,4 |

| 24,1 |

| 23,8 |

| 22,9 |

| 22,1 |

## Sehenswürdigkeiten
- Saint-John’s-Kathedrale: Der 1845 errichtete weiße Barockbau dominiert das Weichbild von Saint John’s. Die anglikanische Kathedrale hatte zwei Vorgängerbauten, die allerdings 1683 und 1745 von Erdbeben zerstört wurden.
- Gerichtspalast (1747)
- Überreste von Fort James (1703)

## Städtepartnerschaft
Partnerstadt von Saint John’s ist Limbe in Kamerun.

## Söhne und Töchter der Stadt
- Vere Cornwall Bird (1910–1999), Politiker und Premierminister von Antigua und Barbuda
- Jamaica Kincaid (* 1949), Schriftstellerin
- Maurice Hope (* 1951), britischer Boxer
- Viv Richards (* 1952), Cricketspieler
- John William Ashe (1954–2016), Diplomat
- Sonia Williams (* 1979), Sprinterin
- Brendan Christian (* 1983), Sprinter
- Tamorley Thomas (* 1983), Fußballspieler
- Kurt Looby (* 1984), Basketballspieler
- Chavaughn Walsh (* 1987), Sprinter
- Tahir Walsh (* 1994), Sprinter
- Cejhae Greene (* 1995), Leichtathlet
- Jody Maginley (* 1994), Tennisspieler
- Taeco O’Garro (* 2001), Leichtathlet
- Joella Lloyd (* 2002), Sprinterin
- Jody Maginley (* 2005), Tennisspieler